# Albrecht von Gräfe
Pour les articles homonymes, voir Albrecht von Gräfe (homonymie).
Friedrich Wilhelm Ernst Albrecht von Graefe, né le 22 mai 1828 à Berlin et  mort le 20 juillet 1870, est un ophtalmologiste allemand.

## Biographie
Fils de Karl Ferdinand, dans sa jeunesse, Albrecht von Gräfe a manifesté une préférence pour l'étude des mathématiques, mais celle-ci a été progressivement remplacée par un intérêt pour les sciences naturelles, qui l'a mené finalement à l'étude de la médecine.
Après la poursuite de ses études à Berlin, à Vienne, à Prague, à Paris, à Londres, à Dublin et à Édimbourg, et tout en consacrant une attention particulière à l'ophtalmologie il s'établit en 1850 en tant qu'oculiste à Berlin, où il fonde un établissement privé pour le traitement des yeux, devenus par la suite la référence en Allemagne et en Suisse.
En 1853 il est nommé professeur d'ophthalmologie à l'université de Berlin ; en 1858 il devient professeur extraordinaire, et en 1866 professeur ordinaire.
Gräfe a contribué en grande partie au progrès de la science de l'ophtalmologie, particulièrement par l'établissement en 1855 de son für Ophthalmologie d'Archiv, dans lequel il a eu comme collaborateurs Karl Ferdinand Ritter von Arlt (1812-1887) et FC Donders (1818-1889).
Sa méthode pour traiter le glaucome et sa nouvelle opération pour la cataracte sont probablement ses deux contributions majeures. Il a été également considéré comme une autorité dans les maladies du nerf et du cerveau. Il est mort à Berlin 20 juillet 1870.
Le signe de Graefe associé à la maladie de Grave-Basedow a été nommé en son honneur.

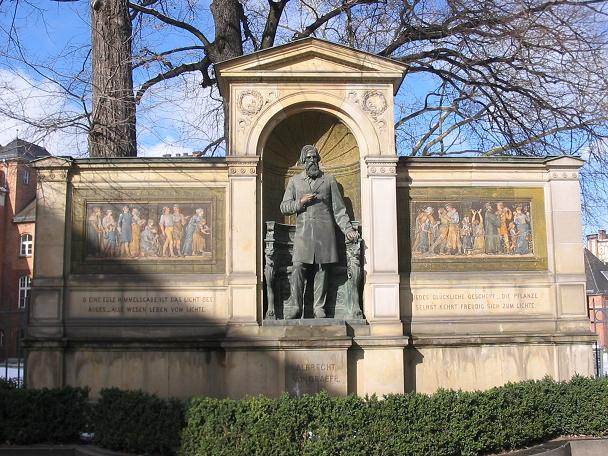
Monument à Berlin en hommage à von Gräfe, réalisé par Rudolf Siemering en 1882.

## Famille
Albrecht von Gräfe épouse le 7 juin 1862, à l'Heilandskirche de Sacrow près de Potsdam, Anna comtesse Knuth (branche de Conradsborg) (née le 15 mars 1842 à Frederiksborg, Danemark et morte le 22 mars 1872 à Nice), fille du chambellan et bailli royal danois, le comte Hans Schack Knuth (de), et de Frederikke de Løvenørn. Le couple a cinq enfants, dont deux meurent en bas âge :
- Anna Frederike Auguste (née le 21 juin 1863 et morte le 19 décembre 1939) mariée le 28 juin 1890 avec Erich Svantus von Bonin, capitaine
- Ottilie Wanda Blinda (née le 5 janvier 1865 et morte le 20 août 1865)
- Olga (née le 18 juin 1866 et morte le 11 novembre 1949) mariée le 11 mai 1887 avec Maximilian von Mitzlaff, maître de manœuvre
- Karl Albrecht (1868-1933) député au Reichstag marié avec la baronne Sophie von Blomberg (née le 6 octobre 1874 et morte le 11 janvier 1938)
- Ernst Max (né le 2 juillet 1869 et mort le 13 juillet 1869)